# TJ Kordárna Velká nad Veličkou
Tělovýchovná jednota Kordárna Velká nad Veličkou je český fotbalový klub z Velké nad Veličkou na Hodonínsku, který byl založen roku 1943 jako SK Velká nad Veličkou. Od sezony 2015/16 hraje I. A třídu Jihomoravského kraje – sk. B (6. nejvyšší soutěž).
Největším úspěchem klubu je vítězství v I. A třídě Jihomoravského kraje – sk. B v sezoně 2006/07 a následná účast ve čtyřech ročnících nejvyšší jihomoravské soutěže (2007–2011). Nejlépe se klub umístil na 3. místě v nováčkovské sezoně 2007/08, k čemuž nejlepší střelec tohoto ročníku Petr Kohůt přispěl 28 brankami.

## Historické názvy
- 1943 – SK Velká nad Veličkou (Sportovní klub Velká nad Veličkou)
- 19?? – TJ Kordárna Velká nad Veličkou (Tělovýchovná jednota Kordárna Velká nad Veličkou)

## Stručná historie kopané ve Velké nad Veličkou
Oddíl byl založen v roce 1943. Od sezony 1992/93 je účastníkem krajských soutěží.
V sezoně 2015/16 byl jeho farmou klub TJ Horňácko Hrubá Vrbka, který reprezentuje obce Hrubá Vrbka, Kuželov a Malá Vrbka. Tyto obce leží v mikroregionu Horňácko nedaleko moravsko-slovenských hranic.

## Zázemí klubu
Rozměry fotbalového hřiště jsou 100×64 metry, zastřešená tribuna má kapacitu 200 diváků.

## Umístění v jednotlivých sezonách
Stručný přehled
- 1991–1992: Okresní přebor Hodonínska
- 1992–2004: I. B třída Středomoravské župy – sk. C
- 2004–2007: I. A třída Jihomoravského kraje – sk. B
- 2007–2011: Přebor Jihomoravského kraje
- 2011–2013: I. A třída Jihomoravského kraje
- 2013–2016: I. B třída Jihomoravského kraje – sk. C
- 2016–2022: I. A třída Jihomoravského kraje – sk. B
- 2022–2023: I. B třída Jihomoravského kraje – sk. C
- 2023–: Okresní přebor Hodonínska

Jednotlivé ročníky
Legenda: Z – zápasy, V – výhry, R – remízy, P – porážky, VG – vstřelené góly, OG – obdržené góly, +/− – rozdíl skóre, B – body, červené podbarvení – sestup, zelené podbarvení – postup, fialové podbarvení – reorganizace, změna skupiny či soutěže
| Československo (1992 – 1993) |                                         |        |    |     |     |     |     |     |     |    |        |
| Sezóny                       | Liga                                    | Úroveň | Z  | V   | R   | P   | VG  | OG  | +/− | B  | Pozice |
| 1991/92                      | Okresní přebor Hodonínska               | 8      | 26 | ... | ... | ... | ... | ... | ... |    | 1.     |
| 1992/93                      | I. B třída Středomoravské župy – sk. C  | 7      | 26 | 10  | 8   | 8   | 51  | 41  | +10 | 28 | 7.     |
| Česko (1993 – )              |                                         |        |    |     |     |     |     |     |     |    |        |
| Sezóna                       | Liga                                    | Úroveň | Z  | V   | R   | P   | VG  | OG  | +/− | B  | Pozice |
| 1993/94                      | I. B třída Středomoravské župy – sk. C  | 7      | 26 | 7   | 8   | 11  | 35  | 47  | −12 | 22 | 9.     |
| 1994/95                      | I. B třída Středomoravské župy – sk. C  | 7      | 26 | 9   | 5   | 12  | 39  | 48  | −9  | 32 | 10.    |
| 1995/96                      | I. B třída Středomoravské župy – sk. C  | 7      | 26 | 9   | 6   | 11  | 29  | 39  | −10 | 33 | 10.    |
| 1996/97                      | I. B třída Středomoravské župy – sk. C  | 7      | 26 | 13  | 6   | 7   | 50  | 31  | +19 | 45 | 5.     |
| 1997/98                      | I. B třída Středomoravské župy – sk. C  | 7      | 26 | 8   | 6   | 12  | 36  | 43  | −7  | 30 | 10.    |
| 1998/99                      | I. B třída Středomoravské župy – sk. C  | 7      | 26 | 11  | 4   | 11  | 47  | 44  | +3  | 37 | 7.     |
| 1999/00                      | I. B třída Středomoravské župy – sk. C  | 7      | 26 | 10  | 6   | 10  | 39  | 39  | 0   | 36 | 6.     |
| 2000/01                      | I. B třída Středomoravské župy – sk. C  | 7      | 26 | 7   | 9   | 10  | 37  | 32  | +5  | 30 | 12.    |
| 2001/02                      | I. B třída Středomoravské župy – sk. C  | 7      | 26 | 13  | 6   | 7   | 53  | 35  | +18 | 45 | 2.     |
| 2002/03                      | I. B třída Jihomoravského kraje – sk. C | 7      | 26 | 11  | 8   | 7   | 44  | 32  | +12 | 41 | 5.     |
| 2003/04                      | I. B třída Jihomoravského kraje – sk. C | 7      | 26 | 19  | 2   | 5   | 67  | 24  | +43 | 59 | 1.     |
| 2004/05                      | I. A třída Jihomoravského kraje – sk. B | 6      | 26 | 16  | 2   | 8   | 53  | 35  | +18 | 45 | 2.     |
| 2005/06                      | I. A třída Jihomoravského kraje – sk. B | 6      | 26 | 10  | 5   | 11  | 28  | 30  | −2  | 35 | 9.     |
| 2006/07                      | I. A třída Jihomoravského kraje – sk. B | 6      | 26 | 16  | 6   | 4   | 42  | 20  | +22 | 54 | 1.     |
| 2007/08                      | Přebor Jihomoravského kraje             | 5      | 30 | 15  | 4   | 11  | 66  | 44  | +22 | 49 | 3.     |
| 2008/09                      | Přebor Jihomoravského kraje             | 5      | 30 | 11  | 5   | 14  | 39  | 49  | −10 | 38 | 10.    |
| 2009/10                      | Přebor Jihomoravského kraje             | 5      | 30 | 9   | 8   | 13  | 37  | 56  | −19 | 35 | 12.    |
| 2010/11                      | Přebor Jihomoravského kraje             | 5      | 30 | 8   | 6   | 16  | 40  | 66  | −26 | 30 | 15.    |
| 2011/12                      | I. A třída Jihomoravského kraje – sk. B | 6      | 26 | 8   | 5   | 13  | 33  | 43  | −10 | 29 | 12.    |
| 2012/13                      | I. A třída Jihomoravského kraje – sk. B | 6      | 26 | 3   | 6   | 17  | 23  | 61  | −38 | 15 | 14.    |
| 2013/14                      | I. B třída Jihomoravského kraje – sk. C | 7      | 26 | 10  | 5   | 11  | 44  | 54  | −10 | 35 | 6.     |
| 2014/15                      | I. B třída Jihomoravského kraje – sk. C | 7      | 26 | 11  | 5   | 10  | 44  | 34  | +10 | 38 | 8.     |
| 2015/16                      | I. B třída Jihomoravského kraje – sk. C | 7      | 26 | 16  | 7   | 3   | 62  | 21  | +41 | 55 | 1.     |
| 2016/17                      | I. A třída Jihomoravského kraje – sk. B | 6      | 26 | 9   | 8   | 9   | 44  | 36  | +8  | 35 | 7.     |
| 2017/18                      | I. A třída Jihomoravského kraje – sk. B | 6      | 26 | 10  | 10  | 6   | 43  | 43  | 0   | 40 | 8.     |
| 2018/19                      | I. A třída Jihomoravského kraje – sk. B | 6      | 26 | 6   | 5   | 15  | 28  | 63  | −35 | 23 | 13.    |
| 2019/20                      | I. A třída Jihomoravského kraje – sk. B | 6      | 13 | 4   | 0   | 9   | 22  | 38  | −16 | 12 | 14.    |
| 2020/21                      | I. A třída Jihomoravského kraje – sk. B | 6      | 9  | 0   | 0   | 9   | 6   | 30  | −24 | 0  | 13.    |
| 2021/22                      | I. A třída Jihomoravského kraje – sk. B | 6      | 26 | 3   | 1   | 22  | 28  | 93  | −65 | 10 | 14.    |
| 2022/23                      | I. B třída Jihomoravského kraje – sk. C | 7      | 26 | 4   | 3   | 19  | 27  | 81  | −54 | 15 | 14.    |
| 2023/24                      | Okresní přebor Hodonínska               | 8      | 26 | 19  | 1   | 6   | 82  | 43  | +39 | 58 | 3.     |
| 2024/25                      | Okresní přebor Hodonínska               | 8      | 26 | 20  | 3   | 3   | 120 | 37  | +83 | 63 | 2.     |

Poznámky:
- 2019/20: Sezona nedohrána kvůli pandemii covidu-19.
- 2020/21: Sezona nedohrána kvůli pandemii covidu-19.

## TJ Kordárna Velká nad Veličkou „B“
TJ Kordárna Velká nad Veličkou „B“ je rezervním mužstvem velických, které se pohybuje v okresních soutěžích. V ročnících 2012/13–2014/15 bylo B-mužstvo přesunuto do sousedního Javorníku, v sezoně 2015/16 mělo mužstvo farmu v Hrubé Vrbce (TJ Horňácko Hrubá Vrbka). V sezoně 2016/17 obnovilo B-mužstvo Velké nad Veličkou svou činnost po čtyřleté odmlce.

### Umístění v jednotlivých sezonách
Stručný přehled
- 2005–2006: Základní třída Hodonínska – sk. B
- 2006–2015: Okresní soutěž Hodonínska – sk. B
- 2015–2016: Základní třída Hodonínska – sk. B
- 2016–: Okresní soutěž Hodonínska – sk. B

Jednotlivé ročníky
Legenda: Z – zápasy, V – výhry, R – remízy, P – porážky, VG – vstřelené góly, OG – obdržené góly, +/− – rozdíl skóre, B – body, červené podbarvení – sestup, zelené podbarvení – postup, fialové podbarvení – reorganizace, změna skupiny či soutěže
| Česko (2005 – ) |                                   |        |    |    |   |    |    |    |     |    |        |
| Sezóny          | Liga                              | Úroveň | Z  | V  | R | P  | VG | OG | +/− | B  | Pozice |
| 2005/06         | Základní třída Hodonínska – sk. B | 10     | 26 | 9  | 6 | 9  | 49 | 43 | +6  | 33 | 8.     |
| 2006/07         | Okresní soutěž Hodonínska – sk. B | 9      | 26 | 8  | 2 | 16 | 44 | 70 | −26 | 26 | 13.    |
| 2007/08         | Okresní soutěž Hodonínska – sk. B | 9      | 26 | 11 | 1 | 14 | 45 | 75 | −30 | 34 | 8.     |
| 2008/09         | Okresní soutěž Hodonínska – sk. B | 9      | 26 | 8  | 4 | 14 | 44 | 63 | −19 | 28 | 10.    |
| 2009/10         | Okresní soutěž Hodonínska – sk. B | 9      | 26 | 7  | 7 | 12 | 49 | 62 | −13 | 28 | 10.    |
| 2010/11         | Okresní soutěž Hodonínska – sk. B | 9      | 26 | 7  | 6 | 13 | 32 | 53 | −21 | 27 | 11.    |
| 2011/12         | Okresní soutěž Hodonínska – sk. B | 9      | 26 | 13 | 4 | 9  | 52 | 35 | +17 | 43 | 4.     |
| 2012/13         | Okresní soutěž Hodonínska – sk. B | 9      | 26 | 12 | 5 | 9  | 57 | 61 | −4  | 41 | 5.     |
| 2013/14         | Okresní soutěž Hodonínska – sk. B | 9      | 26 | 8  | 6 | 12 | 47 | 62 | −15 | 30 | 11.    |
| 2014/15         | Okresní soutěž Hodonínska – sk. B | 9      | 26 | 9  | 4 | 13 | 44 | 53 | −9  | 31 | 10.    |
| 2015/16         | Základní třída Hodonínska – sk. B | 10     | 16 | 9  | 1 | 6  | 32 | 24 | +8  | 28 | 3.     |
| 2016/17         | Okresní soutěž Hodonínska – sk. C | 9      | 20 | 7  | 4 | 9  | 44 | 41 | +3  | 25 | 7.     |
| 2017/18         | Okresní soutěž Hodonínska – sk. C | 9      | 22 | 8  | 3 | 11 | 64 | 46 | +18 | 27 | 8.     |
| 2018/19         | Okresní soutěž Hodonínska – sk. C | 9      | 22 | 12 | 2 | 8  | 49 | 44 | +5  | 38 | 6.     |
| 2019/20         | Okresní soutěž Hodonínska – sk. C | 9      | 11 | 1  | 5 | 5  | 16 | 30 | −14 | 8  | 11.    |
| 2020/21         | Okresní soutěž Hodonínska – sk. C | 9      | 10 | 6  | 1 | 3  | 18 | 18 | 0   | 19 | 3.     |
| 2021/22         | Okresní soutěž Hodonínska – sk. C | 9      | 18 | 4  | 1 | 13 | 35 | 62 | −27 | 13 | 9.     |
| 2022/23         | Okresní soutěž Hodonínska – sk. C | 9      | 20 | 4  | 3 | 13 | 35 | 67 | −32 | 15 | 10.    |
| 2023/24         | Okresní soutěž Hodonínska – sk. C | 9      | 20 | 5  | 4 | 11 | 43 | 62 | −19 | 19 | 9.     |
| 2024/25         | Okresní soutěž Hodonínska – sk. C | 9      | 20 | 6  | 4 | 10 | 30 | 47 | −17 | 20 | 9.     |

Poznámky:
- 2005/06: Velické B-mužstvo postoupilo mimořádně.[10]
- 2015/16: Po sezoně byla zrušena IV. třída okresu Hodonín a nejnižší soutěží je od sezony 2016/17 III. třída okresu Hodonín
- 2019/20: Sezona nedohrána kvůli pandemii covidu-19.
- 2020/21: Sezona nedohrána kvůli pandemii covidu-19.